# 동호로
동호로(東湖路, Dongho-ro)는 서울특별시 성동구 옥수동 490-7에서 종로구 종로5가 182-4를 잇는 도로이다. 도로명은 한강변을 일컫는 옛말인 동호에서 따왔다.

## 역사
- 2010년 4월 22일 : 2개 이상 자치구에 걸쳐 있는 도로로 고시됨[1]

## 주요 경유지
서울특별시
- 성동구 (옥수동 - 금호동4가 - 금호동3가)
- 중구 (신당동 - 장충동2가 - 쌍림동 - 을지로5가 - 방산동)
- 종로구 (종로5가)

## 노선
- 표기한 서울특별시도는 관리용이다.
- 연한 파란색(■): 서울특별시도 제29호선 구간

| 교차로 · 교량 · 터널                | 접속 노선                           | 소재지                              | 소재지                              | 비고                                |
| 서울특별시도 제29호선 논현로와 직결 | 서울특별시도 제29호선 논현로와 직결 | 서울특별시도 제29호선 논현로와 직결 | 서울특별시도 제29호선 논현로와 직결 | 서울특별시도 제29호선 논현로와 직결 |
| ----------------------------------- | ----------------------------------- | ----------------------------------- | ----------------------------------- | ----------------------------------- |
| 동호대교 (한강)                     |                                     | 성동구                              | 옥수동                              |                                     |
| 옥수고가차로 (뚝섬로)               |                                     | 성동구                              | 옥수동                              | 육교                                |
| 옥수사거리                          | 서울특별시도 제2703호선 독서당로    | 성동구                              | 옥수동                              |                                     |
| 옥수사거리                          | 독서당로40길                        | 성동구                              | 옥수동                              |                                     |
| 옥수사거리                          | 독서당로42길                        | 성동구                              | 옥수동                              |                                     |
| 옥수사거리                          | 매봉길                              | 성동구                              | 옥수동                              |                                     |
| 옥수터널 (매봉산)                   |                                     | 성동구                              | 옥수동                              |                                     |
| 금호4가동                           |                                     | 성동구                              |                                     |                                     |
| 금호역                              | 장터길                              | 성동구                              |                                     |                                     |
| 금호터널 (매봉산)                   |                                     | 성동구                              | 금호2.3가동                         |                                     |
| 금호터널 (매봉산)                   | 중구                                | 약수동                              |                                     |                                     |
|                                     | 중구                                | 약수동                              | 동호로7길                           | 교차로 이름 없음                    |
| 동호로8길                           | 중구                                | 약수동                              |                                     | 교차로 이름 없음                    |
| 동호로10길                          | 중구                                | 약수동                              |                                     | 교차로 이름 없음                    |
| 약수역                              | 중구                                | 약수동                              | 서울특별시도 제4905호선 다산로      |                                     |
|                                     | 중구                                | 동호로17길                          | 다산동                              | 교차로 이름 없음                    |
| 동호로18길                          | 중구                                |                                     | 다산동                              | 교차로 이름 없음                    |
| 동호로20길                          | 중구                                |                                     | 다산동                              | 교차로 이름 없음                    |
| 장충체육관앞                        | 중구                                | 서울특별시도 제2901호선 장충단로    | 장충동                              |                                     |
|                                     | 중구                                | 동호로25길                          | 장충동                              | 교차로 이름 없음                    |
|                                     | 중구                                | 동호로27길                          | 장충동                              | 교차로 이름 없음                    |
| 퇴계로5가                           | 중구                                | 서울특별시도 제C1호선 퇴계로        | 광희동                              |                                     |
| 오장동사거리                        | 중구                                | 서울특별시도 제2709호선 마른내로    | 광희동                              |                                     |
| 을지로5가                           | 중구                                | 서울특별시도 제49호선 을지로        | 을지로동                            |                                     |
| 청계5가                             | 중구                                | 서울특별시도 제50호선 청계천로      | 을지로동                            |                                     |
| 마전교 (청계천)                     | 중구                                |                                     | 을지로동                            |                                     |
| 종로구                              | 종로5.6가동                         |                                     |                                     |                                     |
| 종로구                              | 종로5.6가동                         | 청계5가                             | 서울특별시도 제50호선 청계천로      |                                     |
| 종로구                              | 종로5.6가동                         | 종로5가                             | 대학로                              |                                     |
| 종로구                              | 종로5.6가동                         | 종로5가                             | 종로                                |                                     |
| 서울특별시도 제29호선 대학로와 직결 |                                     |                                     |                                     |                                     |

## 부속도로
- ● : 전 구간 해당
- ▲ : 일부 구간 해당
- ✖ : 해당 없음

| 도로명       | 기점              | 종점              | 총연장 (m) | 차량 통행 가능 | 일방통행 | 소재지 | 소재지      |
| ------------ | ----------------- | ----------------- | ---------- | -------------- | -------- | ------ | ----------- |
| 동호로2길    | 금호동4가 1418-12 | 금호동4가 1202    | 301        | ●              | ✖        | 성동구 | 금호4가동   |
| 동호로2가길  | 금호동4가 1418-8  | 금호동4가 1421-2  | 92         | ▲              | ✖        | 성동구 | 금호4가동   |
| 동호로2나길  | 금호동4가 1175    | 금호동4가 1150    | 175        | ●              | ✖        | 성동구 | 금호4가동   |
| 동호로4길    | 금호동4가 1472-5  | 금호동4가 1202-1  | 212        | ✖              | ✖        | 성동구 | 금호4가동   |
| 동호로5길    | 신당동 373-129    | 신당동 844        | 1,266      | ●              | ▲        | 성동구 | 금호4가동   |
| 동호로5길    | 신당동 373-129    | 신당동 844        | 1,266      | ●              | ▲        | 중구   | 약수동      |
| 동호로7길    | 신당동 372-13     | 신당동 844        | 268        | ●              | ✖        | 중구   | 약수동      |
| 동호로8길    | 신당동 373-34     | 신당동 346-432    | 419        | ●              | ✖        | 중구   | 약수동      |
| 동호로8가길  | 신당동 349-189    | 신당동 842        | 261        | ●              | ✖        | 중구   | 약수동      |
| 동호로8나길  | 신당동 349-199    | 신당동 309-74     | 361        | ▲              | ✖        | 중구   | 약수동      |
| 동호로8다길  | 신당동 346-535    | 신당동 844-5      | 231        | ●              | ✖        | 중구   | 약수동      |
| 동호로8라길  | 신당동 346-464    | 신당동 842-3      | 275        | ▲              | ✖        | 중구   | 약수동      |
| 동호로10길   | 신당동 373-65     | 신당동 333-60     | 468        | ●              | ▲        | 중구   | 약수동      |
| 동호로10길   | 신당동 373-65     | 신당동 333-60     | 468        | ●              | ▲        | 중구   | 청구동      |
| 동호로11길   | 신당동 369-7      | 신당동 432-2716   | 624        | ●              | ✖        | 중구   | 다산동      |
| 동호로11가길 | 신당동 363-1      | 신당동 432-2306   | 200        | ●              | ✖        | 중구   | 다산동      |
| 동호로11나길 | 신당동 353-11     | 장충동2가 산5-13  | 423        | ●              | ✖        | 중구   | 다산동      |
| 동호로11다길 | 신당동 353-43     | 신당동 353-95     | 178        | ▲              | ✖        | 중구   | 다산동      |
| 동호로11라길 | 신당동 432-642    | 신당동 432-1889   | 249        | ▲              | ✖        | 중구   | 다산동      |
| 동호로11마길 | 신당동 432-1805   | 신당동 432-1989   | 268        | ●              | ✖        | 중구   | 다산동      |
| 동호로11바길 | 신당동 432-2453   | 신당동 432-1989   | 260        | ▲              | ✖        | 중구   | 다산동      |
| 동호로11아길 | 신당동 432-520    | 신당동 432-2513   | 177        | ✖              | ✖        | 중구   | 다산동      |
| 동호로11자길 | 신당동 432-1889   | 신당동 432-1989   | 184        | ▲              | ✖        | 중구   | 다산동      |
| 동호로11차길 | 신당동 432-522    | 장충동2가 산5-17  | 187        | ●              | ✖        | 중구   | 다산동      |
| 동호로12길   | 신당동 374-17     | 신당동 386-7      | 636        | ●              | ✖        | 중구   | 다산동      |
| 동호로14길   | 신당동 422-4      | 신당동 421-10     | 317        | ●              | ●        | 중구   | 다산동      |
| 동호로15길   | 신당동 429-1      | 신당동 432-1102   | 697        | ▲              | ✖        | 중구   | 다산동      |
| 동호로15가길 | 신당동 429-9      | 신당동 826-22     | 236        | ✖              | ✖        | 중구   | 다산동      |
| 동호로17길   | 장충동2가 200-66  | 신당동 432-2864   | 1,551      | ●              | ✖        | 중구   | 다산동      |
| 동호로17길   | 장충동2가 200-66  | 신당동 432-2864   | 1,551      | ●              | ✖        | 중구   | 장충동      |
| 동호로17가길 | 신당동 821-11     | 신당동 432-214    | 130        | ●              | ✖        | 중구   | 다산동      |
| 동호로17나길 | 신당동 827-2      | 신당동 432-1827   | 178        | ●              | ✖        | 중구   | 다산동      |
| 동호로17다길 | 신당동 432-1809   | 신당동 432-1827   | 122        | ▲              | ✖        | 중구   | 다산동      |
| 동호로18길   | 신당동 407-11     | 신당동 414-8      | 296        | ●              | ✖        | 중구   | 다산동      |
| 동호로20길   | 장충동1가 121     | 신당동 394-6      | 482        | ●              | ✖        | 중구   | 다산동      |
| 동호로20길   | 장충동1가 121     | 신당동 394-6      | 482        | ●              | ✖        | 중구   | 장충동      |
| 동호로20가길 | 장충동1가 110     | 장충동1가 54-1    | 254        | ●              | ✖        | 중구   |             |
| 동호로20나길 | 신당동 406-10     | 장충동1가 105-1   | 213        | ●              | ✖        | 중구   |             |
| 동호로20다길 | 신당동 407-17     | 신당동 386-86     | 285        | ●              | ✖        | 중구   | 다산동      |
| 동호로24길   | 장충동2가 197-4   | 장충동2가 11-2    | 232        | ●              | ▲        | 중구   | 장충동      |
| 동호로25길   | 장충동2가 산7-1   | 장충동2가 193-343 | 305        | ●              | ✖        | 중구   | 장충동      |
| 동호로25가길 | 장충동2가 193-448 | 장충동2가 193-343 | 295        | ●              | ●        | 중구   | 장충동      |
| 동호로27길   | 장충동2가 191     | 묵정동 24-1       | 255        | ●              | ✖        | 중구   | 장충동      |
| 동호로28길   | 장충동2가 186-11  | 장충동2가 186-217 | 244        | ●              | ✖        | 중구   | 장충동      |
| 동호로30길   | 장충동2가 186-133 | 장충동2가 42-2    | 241        | ●              | ✖        | 중구   | 장충동      |
| 동호로31길   | 오장동 206-20     | 충무로5가 8-16    | 229        | ●              | ●        | 중구   | 광희동      |
| 동호로33길   | 을지로5가 274-10  | 오장동 14-20      | 299        | ▲              | ●        | 중구   | 광희동      |
| 동호로33길   | 을지로5가 274-10  | 오장동 14-20      | 299        | ▲              | ●        | 중구   | 을지로동    |
| 동호로34길   | 을지로5가 275-6   | 광희동1가 266-1   | 223        | ●              | ●        | 중구   |             |
| 동호로34길   | 을지로5가 275-6   | 광희동1가 266-1   | 223        | ●              | ●        | 중구   | 광희동      |
| 동호로35길   | 을지로5가 274-1   | 을지로5가 269-2   | 204        | ▲              | ✖        | 중구   | 을지로동    |
| 동호로37길   | 방산동 95-1       | 주교동 39-1       | 276        | ●              | ●        | 중구   | 을지로동    |
| 동호로38길   | 종로5가 194-1     | 종로5가 194-1     | 170        | ●              | ●        | 종로구 | 종로5.6가동 |

## 주요 건물 및 시설
- 서울 지하철 3호선 옥수역 (서울특별시 성동구 동호로 21)
- 경원선 옥수역 (서울특별시 성동구 동호로 21)
- 두산아파트(금호동) (서울특별시 성동구 동호로 100)
- 서울 지하철 3호선 금호역 (서울특별시 성동구 동호로 지하104)
- KEB하나은행 약수역지점 (서울특별시 중구 동호로 191)
- 새마을금고 호텔신라본점 (서울특별시 중구 동호로 234)
- 삼성전자 장충교육센터 (서울특별시 중구 동호로 236)
- 호텔신라 장충사옥 (서울특별시 중구 동호로 236)
- 장충체육관 (서울특별시 중구 동호로 241)
- 호텔신라 (서울특별시 중구 동호로 249)
- 서울중앙우체국 호텔신라우편취급국 (서울특별시 중구 동호로 249)
- 대한예수교장로회 장충교회 (서울특별시 중구 동호로 250)
- 서울 지하철 3호선 동대입구역 (서울특별시 중구 동호로 지하256)
- 서울중부경찰서 장충파출소 (서울특별시 중구 동호로 261)
- 우리은행 장충남금융센터 (서울특별시 중구 동호로 268)
- 그랜드 앰배서더 서울 (서울특별시 중구 동호로 287)
- 태광산업 (서울특별시 중구 동호로 310)
- 천부교 충무교회 (서울특별시 중구 동호로 316)
- CJ제일제당 (서울특별시 중구 동호로 330)
- CJ제일제당새마을금고 (서울특별시 중구 동호로 330)
- 우리은행 씨제이금융센터 (서울특별시 중구 동호로 330)
- 국민은행 오장동지점 (서울특별시 중구 동호로 336)
- 청계5가지하쇼핑센터 (서울특별시 중구 동호로 지하384)
- 성제묘 (서울특별시 중구 동호로 385-1)
- 마전교지하쇼핑센터 (서울특별시 종로구 동호로 지하398)
- 서울혜화경찰서 종로5가파출소 (서울특별시 종로구 동호로 407)
- 서울중부경찰서 약수지구대 (서울특별시 중구 동호로5길 15)
- 서울중구청소년수련관 (서울특별시 중구 동호로5길 19)
- 서울방송고등학교 (서울특별시 성동구 동호로5길 131)
- 서울동호초등학교 (서울특별시 성동구 동호로5길 133)
- 새마을금고 약수지점 (서울특별시 중구 동호로7길 32)
- 서울특별시중구시설관리공단 (서울특별시 중구 동호로8다길 22)
- 대한예수교장로회 신일교회 (서울특별시 중구 동호로10길 27)
- 주한스리랑카대사관 (서울특별시 중구 동호로10길 39)
- 대한예수교장로회 나눔의교회 (서울특별시 중구 동호로11길 111)
- 서울중부경찰서 다산치안센터 (서울특별시 중구 동호로14길 18)
- 중구구립도서관 (서울특별시 중구 동호로14길 18)
- 대한예수교장로회 서울성진교회 (서울특별시 중구 동호로15길 22)
- 다산동주민센터 (서울특별시 중구 동호로15길 50)
- 장충중학교 (서울특별시 중구 동호로15길 93)
- 장충고등학교 (서울특별시 중구 동호로15길 93)
- 장원중학교 (서울특별시 중구 동호로15길 93-34)
- 원불교 장충교당 (서울특별시 중구 동호로17길 13-4)
- 주한벨라루스대사관 (서울특별시 중구 동호로17길 252-21)
- 대한불교조계종 향천선원 (서울특별시 중구 동호로18길 33)
- 천주교 서울대교구 신당동성당 (서울특별시 중구 동호로20길 24)
- 여호와의 증인 왕국회관 (서울특별시 중구 동호로20길 48)
- 임제종 서울불광산사 (서울특별시 중구 동호로24길 7-6)
- 대한불교조계종 포교사단 (서울특별시 중구 동호로24길 27-17)
- 대학생성경읽기선교회 남산교회 (서울특별시 중구 동호로27길 23)
- 대한예수교장로회 신광교회 (서울특별시 중구 동호로27길 36)
- 기독교대한성결교회 장충단교회 (서울특별시 중구 동호로30길 20)
- 현대해상화재보험 중앙지점 (서울특별시 중구 동호로34길 21)